# Pont Kierbedź
Le pont Kierbedź est un ancien pont situé à Varsovie en Pologne. Il franchit la Vistule.

## Historique
Le pont a été construit entre 1859 et 1864 par le général Stanisław Kierbedź (en) et par les entreprises françaises Ernest Goüin et Cie et Schneider et Cie.
Il a été détruit en 1944.

## Galerie de photos

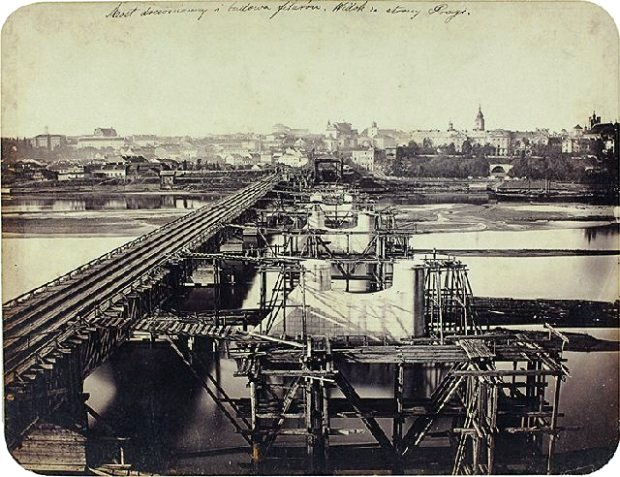
Le pont lors de sa construction (1862).
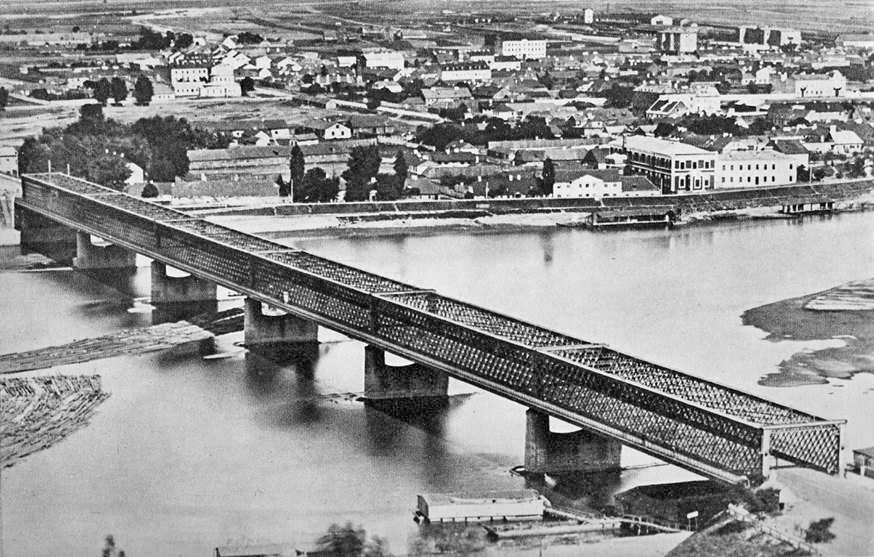